# Bzenec přívoz
Bzenec přívoz – stacja kolejowa w miejscowości Bzenec, w kraju południowomorawskim, w Czechach. Znajduje się na linii kolejowej Brzecław – Przerów. Znajduje się na wysokości 195 m n.p.m..
Na stacji nie ma możliwości zakupu biletu, a obsługa podróżnych odbywa się w pociągu.

## Linie kolejowe
- 330 Přerov - Břeclav